# Austriacka wojna domowa
Austriacka wojna domowa (niem. Österreichischer Bürgerkrieg), znana też jako powstanie lutowe (niem. Februraraufstand) – określenie pięciodniowych walk mających miejsce w Austrii w 1934, toczonych między siłami Republikanischer Schutzbund, działających z ramienia Socjaldemokratycznej Partii Austrii, a austrofaszystowskim rządem. Konflikt rozpoczął się w Linzu 12 lutego i trwał do 16 lutego. Główne miejsca walk to: Wiedeń, Graz, Bruck an der Mur, Judenburg, Wiener Neustadt, Steyr i inne przemysłowe miasta w centralnej i wschodniej Austrii.

## Przyczyny konfliktu
Austro-Węgry okazały się jednym z największych przegranych (jeśli nie największym) I wojny światowej. Potężne imperium w ciągu kilku tygodni rozpadło się na wiele państw, utworzonych przez narody od dawna domagające się niepodległości. Na mocy traktatu z Ententą z 1919 tymczasowa Republika Austrii Niemieckiej (powstała bezpośrednio po wojnie) przeistoczyła się w Republikę Austriacką.
Rozgoryczenie po porażce sprzed roku doprowadziło do podzielenia się społeczeństwa na dwie grupy: socjalistów, skupiających głównie klasę robotniczą, zamieszkujących przedmieścia, i wspieranych przez Socjaldemokratyczną Partię Austrii (SPÖ) oraz konserwatystów, skupiających przedstawicieli wielkomiejskiej inteligencji, głęboko związanej z katolicyzmem – tych reprezentowała Austriacka Partia Chrześcijańsko-Społeczna (CS). Interesów austrofaszystów bronił utworzony w latach 1921–1923 Heimwehr, a socjalistów – utworzony po 1923 Schutzbund. Starcia między tymi bojówkami zdarzały się często.
Jednym z najważniejszych była rewolta lipcowa 1927. Na początku tego roku członkowie powiązanego z CS Frontkämpfervereinigung (z niem. Związek Weteranów Frontowych) zastrzelili ośmioletniego chłopca i weterana wojennego, maszerujących w schutzbundowskiej demonstracji w Schattendorf (Burgenland). W lipcu trzech oskarżonych zostało uniewinnionych, co wywołało protesty wśród socjalistów (chociaż był to jeden z pierwszych wyroków niezawisłego sądu, o którego powołanie lewica walczyła już od dawna). 15 lipca odbył się strajk generalny, a przez Wiedeń przemaszerowały demonstracje. Po szturmie manifestantów na komendę policji, siły bezpieczeństwa zmuszone zostały do odpowiedzenia ogniem. Tłum podłożył wtedy ogień pod Pałac Sprawiedliwości, uważany za symbol stronniczego i partyjnego prawa. Ogółem zginęło 89 ludzi (w tym 85 demonstrantów), kilkaset zostało rannych. Napięcia jednak szybko ucichły, przywódcy obydwu partii nie dopuścili do kolejnego rozlewu krwi.
Z czasem jednak sytuacja się pogarszała. Wielki kryzys odcisnął na Austrii bolesne piętno, a dojście w 1933 w Niemczech do władzy przez Hitlera spowodowało, że do walki politycznej włączył się trzeci gracz: nazizm, którego zwolennicy zaczęli coraz głośniej nawoływać do unifikacji Republiki z III Rzeszą.